# Aarthie Ramaswamy
Aarthie Ramaswamy (Chennai, 28 giugno 1981) è una scacchista indiana.
Ha ottenuto il titolo di Grande Maestro Femminile (WGM) in febbraio 2003.
Ha vinto diversi campionati indiani giovanili femminili:
- nel 1993 il campionato indiano femminile U12;
- nel 1995 il campionato indiano femminile U14;
- nel 1996 il campionato indiano femminile U16;
- nel 1998 il campionato indiano femminile U18.

Nel 1999 ha vinto il Campionato del mondo femminile U18 a Oropesa del Mar in Ecuador.
Nel 2003 ha vinto a Mumbai il 29º Campionato indiano femminile. 
È sposata con il Grande Maestro indiano R. B. Ramesh.